# Enter Shikari
Enter Shikari son una banda británica de post-hardcore formada en St Albans, Hertfordshire,  Inglaterra, Reino Unido en 2003 por Roughton "Rou" Reynolds, Liam "Rory" Clewlow, Chris Batten y Rob Rolfe. La banda actual surgió de otra previa, Hybryd, formada por Rou, Rob, y Chris. La peculiaridad que tienen es la mezcla de sonidos electrónicos con el post-hardcore que practican, ya que el grupo está influenciado por el hardcore, punk y los sonidos trance. "Shikari" es la traducción al hindú de “Hunter” (cazador), un personaje para una obra que escribió Rou antes de iniciarse en la música.

## Historia

### Inicios (1999-2006)
En 1999 Roughton «Rou» Reynolds, Chris Batten y Rob Rolfe formaron el grupo Hybryd en St Albans, Hertfordshire, Inglaterra. En 2002 publicaron su único EP, Commit No Nuisance. Un año después la banda se renombró a Enter Shikari e ingresó Liam «Rory» Clewlow como guitarrista. «Shikari» es la traducción al hindú de «Hunter» (cazador), un personaje para una obra que escribió Reynolds antes de iniciarse en la música. Entre el 2003 y 2004 la banda lanzó tres EP: Nodding Acquaintance, Anything Can Happen In the Next Half Hour y Sorry You're Not a Winner. Enter Shikari tenía en mente sacar otro en 2005, pero no se materializó y las grabaciones aparecieron en línea, como la primera versión de «Return to Energiser» y «Labyrinth», además de versiones antiguas de «Ok Time for Plan B» y «We Can Breathe In Space», aunque no está claro si estas últimas iban a aparecer también en dicho EP. 

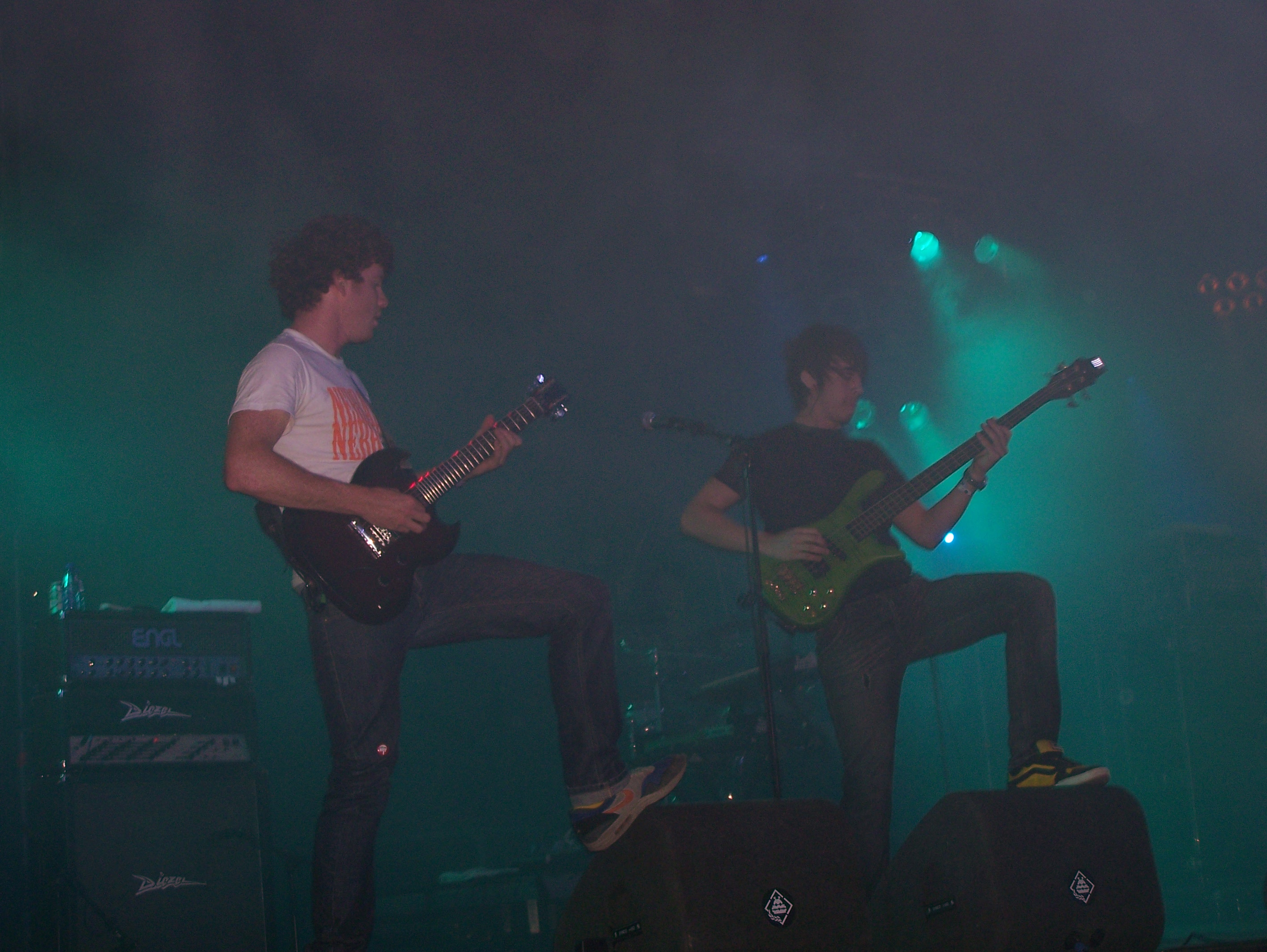
Rory Clewlow y Chris Batten durante una presentación de Enter Shikari en 2007.

En agosto de 2006 el grupo lanzó el sencillo «Mothership», del cual se hicieron 100 copias físicas de él. Alcanzó a ser el sencillo de la semana en la tienda de iTunes y a mediados de enero de 2007 entró en la lista UK Singles Chart en el puesto 151. El sencillo físico de «Sorry You're Not a Winner/OK Time for Plan B» se lanzó el 30 de octubre de 2006 y había mil copias en todos sus formatos, que se vendieron todas en su semana de lanzamiento. A finales de enero se posicionó en el puesto 182 en la principal lista de sencillos del Reino Unido. Como petición de la banda, en ambas ocasiones solo se tomaron en cuenta las ventas digitales de los sencillos para ingresar en las listas. Además, «Sorry You're Not a Winner/OK Time for Plan B» apareció en los videojuegos NHL 08 y Madden NFL 08 de EA Sports.
Enter Shikari estuvo en el escenario Gibson/MySpace del Download Festival de 2006. También tuvieron entrevistas en revistas británicas como Kerrang! y Rock Sound. El 4 de noviembre de 2006 se convirtieron en la segunda banda en agotar las entradas en el London Astoria sin tener sello discográfico. Además, entraron en la lista «New Noise 2007» de NME, una lista de bandas que pueden llegar a tener éxito al año siguiente (las listas de años anteriores han incluido a artistas de la talla de Arcade Fire, Hot Chip y Bloc Party). El 5 de marzo de 2007 publicaron el sencillo «Anything Can Happen In the Next Half Hour». Este llegó al puesto veintisiete en el Reino Unido.

### Take to the Skies(2007-2008)
El álbum debut de Enter Shikari, Take to the Skies, se lanzó el 19 de marzo de 2007, y el 25 de ese mes alcanzó el puesto número cuatro en la lista de álbumes del Reino Unido. Durante marzo, la banda participó en los festivales Download Festival, Reading and Leeds Festivals, Give it a Name, Glastonbury Festival, el Oxegen Festival en Irlanda y el Rock am Ring en Alemania. El 30 la banda anunció que su siguiente sencillo sería «Jonny Sniper», el cual se lanzó el 18 de junio. Este recibió malas críticas de NME y su vídeo se publicó el 21 de mayo de 2007.
El 14 de mayo Enter Shikari comenzó su primera gira por América del Norte. El 6 de junio, la banda estuvo en directo en el programa de la BBC Radio 1 de Zane Lowe en el BBC Radio Theatre. La banda comenzó una gira entre octubre y noviembre, incluyendo su mayor concierto hasta dicha fecha, de casi 5 mil personas, en el Brixton Academy. Alrededor del 2007, ya habían realizado más de 500 conciertos. El 12 de noviembre publicaron The Zone, un EP con maquetas y lados b. En enero de 2008 la banda estuvo de gira por primera vez en Australia y Nueva Zelanda como parte del festival Big Day Out. También tocaron en conciertos pequeños en Australia, incluyendo dos espectáculos que se agotaron en el «Hi-Fi Bar» en Melbourne. El 29 de junio de 2008 tocaron en el Projekt Revolution en Milton Keynes, junto a Linkin Park, Jay-Z, N.E.R.D, The Bravery, The Used y Pendulum. 
El 13 de mayo de 2008 el grupo lanzó el primero de una serie de videos llamados Enter Shikari: In the Low. Los videos, publicados en la página de la banda de YouTube, presentaron cómo grabaron su sencillo «We Can Breathe In Space, They Just Don't Want Us to Escape» y los demos de un nuevo material. Uno de esos demos es el de «Step Up», que se interpretó por primera vez en el Milton Keynes Pitz el 28 de junio. El 8 de agosto de 2008, se anunció que «We Can Breathe In Space, They Just Don't Want Us to Escape» sería el siguiente sencillo. Se pensó que sería una nueva versión del demo de 2005, pero no iba a estar incluido en el segundo álbum. Seguidamente, hicieron una nueva gira por Reino Unido e Irlanda, que se llevó a cabo en seis semanas, desde el 30 de septiembre al 4 de noviembre, e incluyó 28 shows.

### Common Dreads(2009-2010)

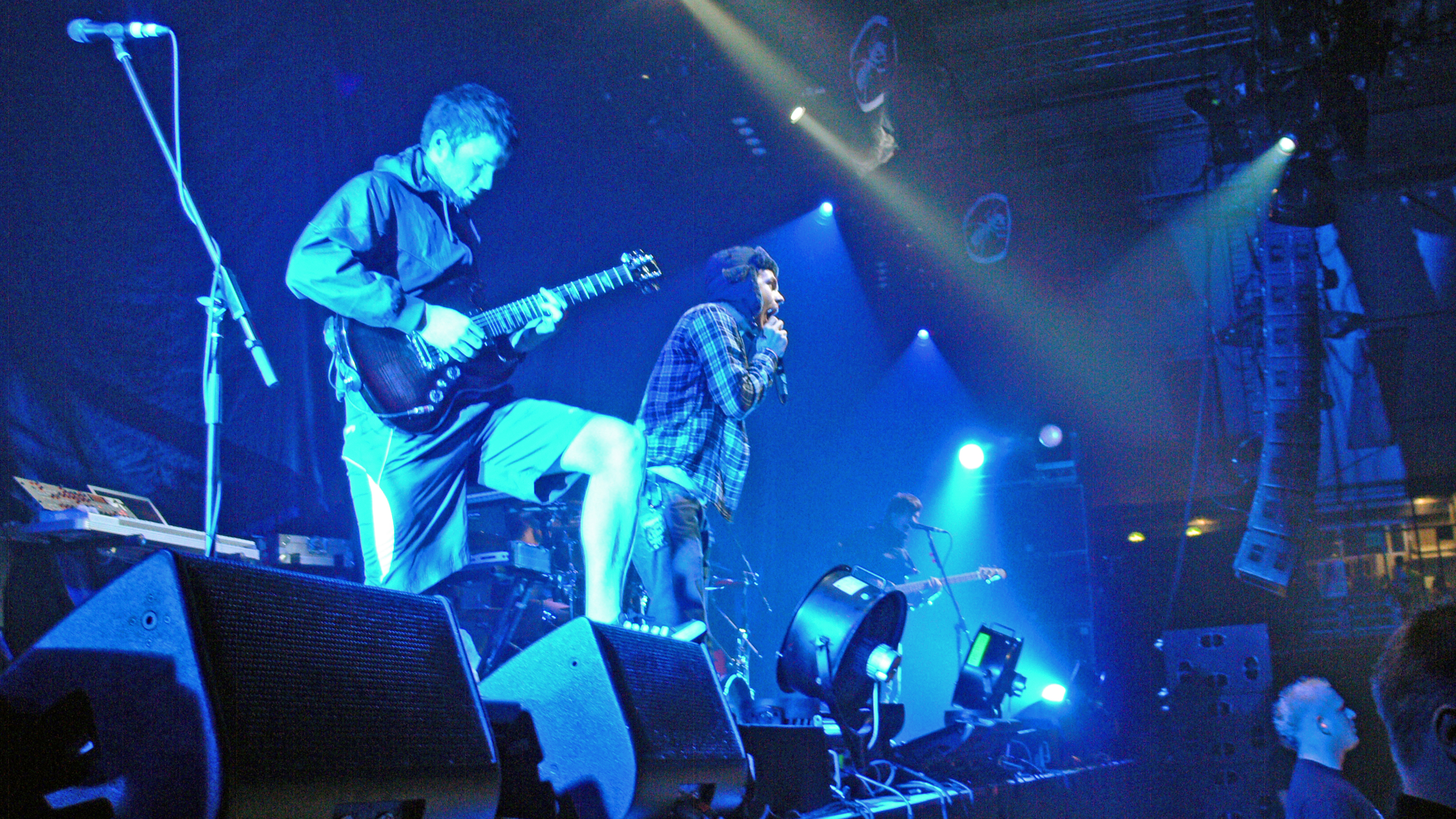
Enter Shikari en un presentación en 2009.

En marzo de 2009 NME confirmó que el nuevo trabajo de la banda ya estaba listo, a su vez, el grupo anunció una gira por el Reino Unido y Europa. Ellos lanzaron la canción «Antwerpen» como descarga gratuita en su sitio web. El 15 de abril Zane Lowe estrenó el primer sencillo del disco, «Juggernauts», en su programa de la BBC. Este se publicó el 1 de junio y contiene el lado b «All Eyes On the Saint». La banda contó con la ayuda del músico Danny Sneddon en la grabación de «Juggernauts». El 1 de mayo Kerrang! ofreció su pista-por-pista de Common Dreads. Asimismo, La revista Metal Hammer fue la primera en darle una revisión al material. En una entrevista, anunciaron que podrían ser parte del «The Digital Darkside: Download Special», dos bandas secretas que estarían en el Download Festival del 2009. La banda también estuvo en el Reading and Leeds Festivals el 29 y 30 de agosto.
Common Dreads se lanzó el 15 de junio de 2009 a través de Ambush Reality y debutó en el puesto número dieciséis en el UK Albums Chart. Además de «Juggernauts», el disco contó con el sencillo «No Sleep Tonight», que se publicó el 17 de agosto en los siguientes formatos: vinilo de siete pulgadas, CD y descarga digital. No obstante, una versión modificada de la canción «Wall» se lanzó como sencillo para la radio. El video de «Zzzonked» se grabó en un concierto en Norwich UEA. En enero de 2010 se lanzó una versión de dos discos de Common Dreads. El 19 de ese mes se estrenó el sencillo «Thumper» en la BBC Radio One. También salió en dicha radio «Tribalism», el 16 de febrero, y se publicó el 20 de febrero. Ambas canciones pertenecen al segundo recopilatorio de demos y lados b de la banda, Tribalism, que salió a la venta el 22 de febrero.

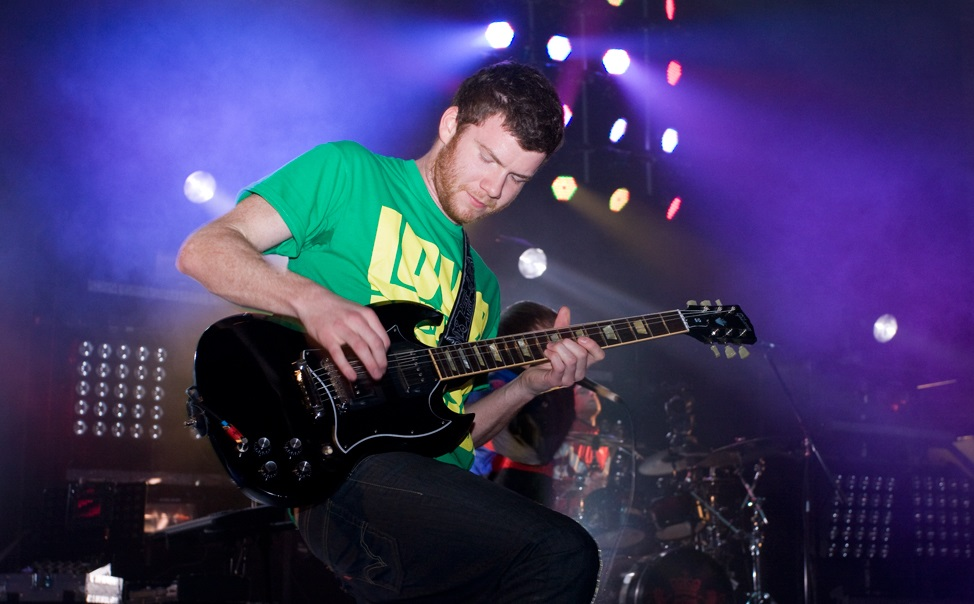
Rory Clewlow en un concierto de Enter Shikari en 2010.

A partir de marzo de 2010, y durante un tiempo, el batería Rob Rolfe no pudo participar en ninguno de los conciertos en Estados Unidos debido a que no podía obtener una visa. Rob contactó con el batería de Fellsilent, Christopher Mansbridge, para reemplazarlo en las fechas. Sin embargo, el 9 de julio de 2010, Rob dijo en Twitter que había obtenido el visado. El 30 de septiembre Rob consiguió pasar la aduana en un aeropuerto de Houston para la gira de Enter Shikari entre octubre y noviembre. Esto se confirmó en Twitter, donde dijo simplemente: «América, estoy de vuelta». En febrero y marzo la banda se unió al tour australiano Soundwave, con bandas como A Day to Remember y Architects, donde tocaron en Brisbane, Sídney, Melbourne, Adelaida y Perth. La banda continuó una gira por Japón con A Day to Remember y Escape the Fate; ya en abril y mayo de 2010 fueron teloneros de A Day to Remember en el Toursick junto a August Burns Red y Silverstein.

### A Flash Flood of Colour(2010-2013)

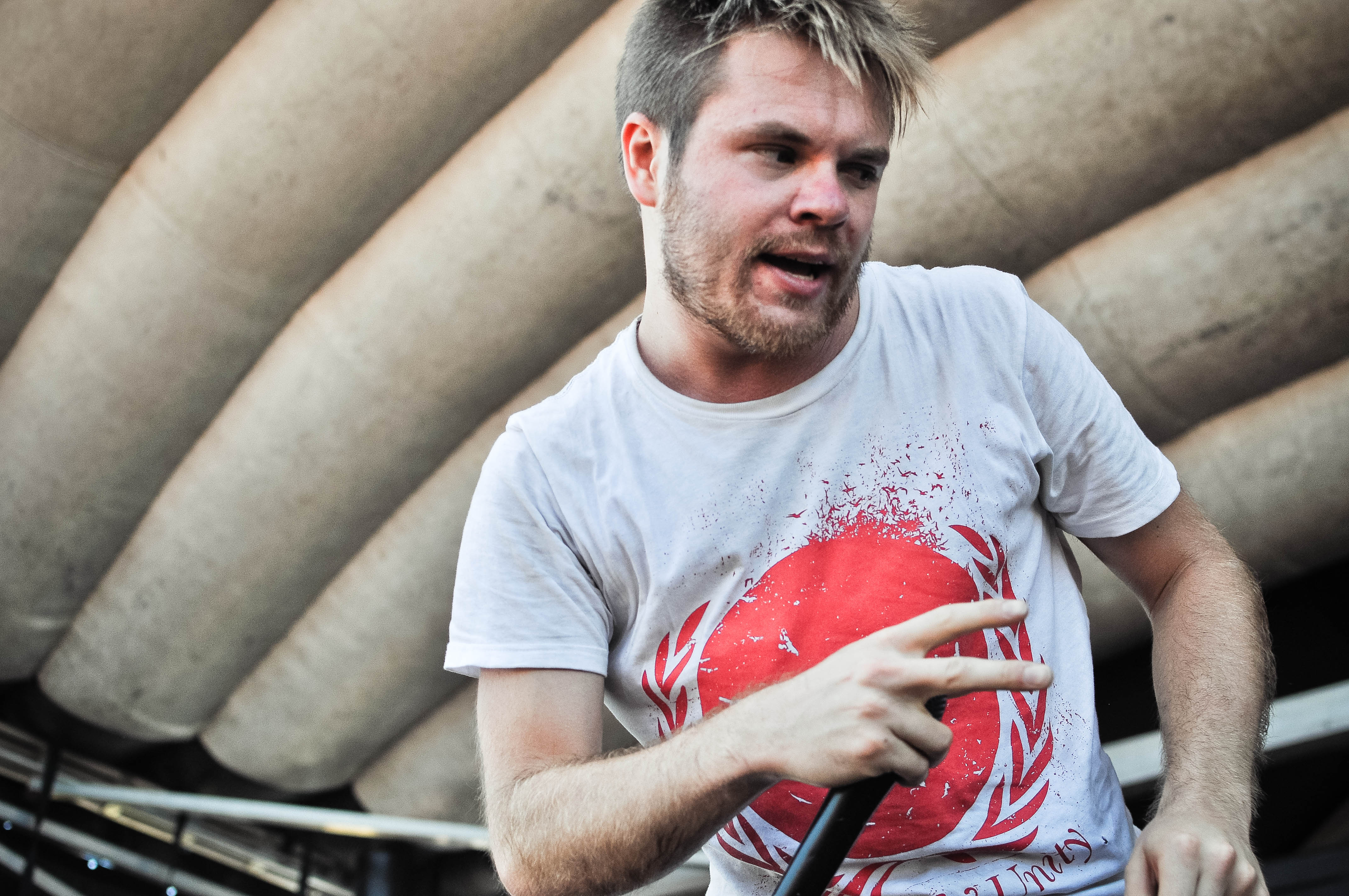
Según Reynolds, el título del disco pretende describir al álbum por su colorida mezcla de géneros. (En la imagen: Reynolds en 2011.)

El 14 de junio de 2010 anunciaron que iban a volver al estudio. Grabaron el sencillo «Destabilise», y este se publicó el 26 de octubre como descarga digital y el 29 de noviembre en una edición limitada en vinilo de siete pulgadas. El tema alcanzó el puesto sesenta y tres en el UK Singles Chart. Entre junio y julio de 2010 la banda formó parte del Warped Tour en los Estados Unidos. Luego, tocaron en algunos festivales como el Redfest y como teloneros de The Prodigy en el Milton Keynes Bowl. Después de esto, hicieron un pequeño concierto en la sala «Underworld», en Camden, donde se grabó material para el DVD Live from Planet Earth - Bootleg Series Volume 3. En este hay material de otros conciertos, tales como el de Hatfield en diciembre de 2010, el de Hammersmith en 2010 o la actuación en el festival Summer Sonic, Tokio, en agosto de 2009. A mediados de 2010, la banda volvió a hacer un tour por Australia, tocando en Adelaida, Sídney, Melbourne, Perth y Brisbane. El 2 de octubre comenzaron el Destabilise Tour en América del Norte con Haste the Day, Sleeping With Sirens, MSWHITE y LightsGoBlue. Luego, estuvieron de teloneros de 30 Seconds to Mars en el Reino Unido en noviembre y diciembre.
En mayo, la banda viajó a Bangkok, Tailandia, para grabar su tercer álbum de estudio. La grabación comenzó el 8 de mayo y terminó el 14 de junio. El 19 de mayo lanzaron el sencillo «Quelle Surprise». A mediados de 2011 firmaron con el sello independiente Hopeless Records en los Estados Unidos y participaron en el Warped Tour por segundo año consecutivo. El 11 de julio lanzaron su tercer álbum en directo y primer DVD, Live from Planet Earth - Bootleg Series Volume 3. La distribución del trabajo fue afectada inicialmente, ya que tras los disturbios de Londres, se incendió el almacén de distribución de PIAS en Londres. En una entrevista con Rock Sound, Reynolds declaró que la mayoría de las copias fueron incendiadas. El 8 de septiembre de 2011 la banda anunció que el primer sencillo de su tercer álbum de estudio sería «Sssnakepit». Este salió el 20 de septiembre de 2011, mientras que su videoclip se publicó el 14 de ese mes en YouTube. Durante varios conciertos, antes de publicar el álbum, el grupo interpretó en vivo «Arguing With Thermometers». El 20 de diciembre de 2011, el grupo publicó en YouTube e iTunes la versión de estudio de otra canción del disco, «Gandhi Mate, Gandhi». A finales de ese año, la banda estuvo de gira por Estados Unidos con The Devil Wears Prada, Whitechapel y For Today.

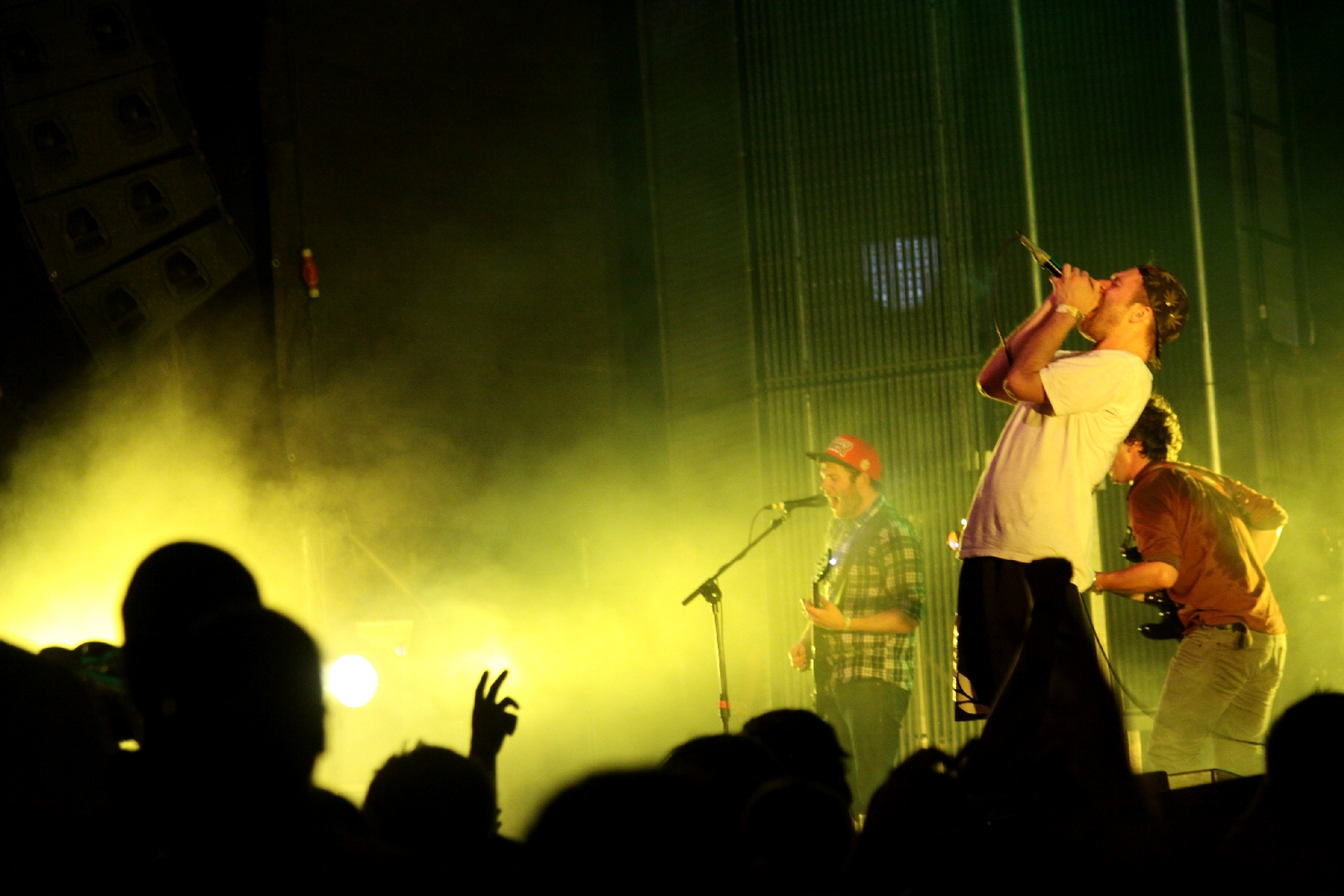
Shikari en vivo en junio de 2012.

El tercer álbum de estudio del grupo se tituló A Flash Flood of Colour y Ambush Reality lo publicó de manera internacional el 16 de enero de 2012. Líricamente, el material toca temas tales como la crisis económica, o gran recesión, las fallas de los gobiernos en cuanto a sus acciones para ponerle fin a esta crisis, la situación política en Israel y el cambio climático. Tras su lanzamiento, lideró durante toda una semana la lista de ventas británica, aunque, a la hora de la lista oficial del domingo, quedaron en la cuarta posición. Luego del anunció de la lista midweek en ese país, Reynolds dijo que el éxito del álbum era una victoria para la «música independiente, alternativa y de conciencia social». El disco vendío 19 000 copias en su primera semana y la Industria Fonográfica Británica (BPI) le concedió un disco de plata tras llegar a las 60 000. A Flash Flood of Colour también logró las posiciones 67, 32, 35, y 74 en las listas de los Estados Unidos, Australia, Austria y los Países Bajos, respectivamente.
A mediados de 2012 ganaron el premio a «mejor banda en vivo» en los Kerrang! Awards, por su parte, Reynolds recibió el galardón a «héroe del año». A Flash Flood of Colour recibió la nominación a «mejor álbum», pero perdió ante The Hunter de Mastodon. A fines de junio de 2012 el grupo lanzó el cuarto y último sencillo para promocinoar el disco, «Warm Smiles Do Not Make You Welcome Here». Su video, dirigido por Raul Gonzo, lo publicaron el 2 de julio en su canal de YouTube.

## Estilo musical y contenido lírico

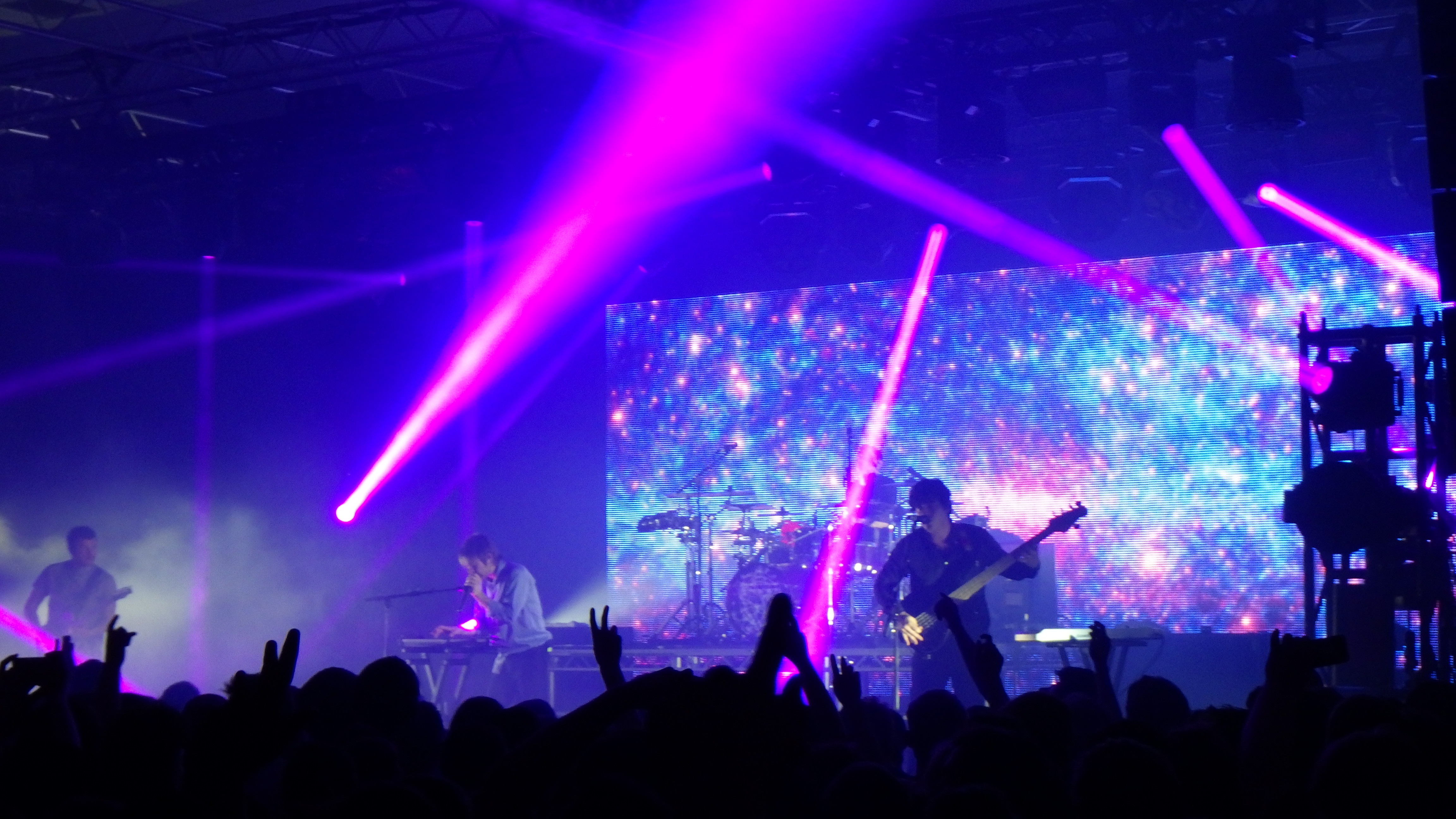
La banda británica Enter Shikari en directo en Bournemouth, febrero de 2016

El estilo musical de Enter Shikari abarca una numerosa cantidad de géneros; han sido descritos como un grupo de post-hardcore, rock alternativo y electronicore con influencias de música experimental, metalcore, metal, punk, hardcore punk, música electrónica, trance, drum and bass, entre otros. En relación con ello, la banda ha declarado que siempre se han sentido «desanimados por la forma en que la gente definiría toda su vida en torno a un reducido número de géneros cuando hay una amplia gama de música ahí fuera». A pesar de que tratan de evitar describir su música, si tuvieran que hacerlo, se considerarían un grupo de «rock apasionado con influencias dance». En una entrevista, el vocalista Rou Reynolds declaró: «Nuestra música es apasionada y dinámica, esas son las únicas leyes que hemos establecido por delante de nosotros [...] Suena a Rage Against the Machine, Radiohead e Igor Stravinsky en una hoguera gritando por ayuda». Asimismo, el mensaje del grupo es simplemente «promover la positividad y la unidad». De acuerdo con el cantante del grupo, «la sociedad da vueltas en círculos, repitiendo los mismos errores una y otra vez y creemos que es hora de un cambio. Creo que la única manera de poder hacer eso es uniéndonos como comunidad».
Las letras de Enter Shikari, escritas en su mayoría por Reynolds, tienden a tratar temas científicos, políticos, ambientales y socioeconómicos. El bajista Chris Batten comentó respecto a esto: «Simplemente nunca hemos sido capaces de escribir sobre algo que no nos importe. Sé que Rou nunca ha sido capaz de escribir una canción sobre rupturas o algo por el estilo [...] tiene que ser algo que sentimos apasionadamente». En una entrevista con la revista Kerrang! en 2015, Reynolds declaró que él espera que la música de la banda de a sus seguidores la esperanza de defender sus creencias. Las influencias musicales de Enter Shikari incluyen una gran cantidad de grupos y géneros. Según Rory Clewlow, la mayor parte de su sonido se desarrolló al ver bandas locales en su ciudad natal. No obstante, los grupos Refused, The Prodigy, At the Drive In, Sick of It All, Rage Against the Machine, The Beatles, Stravinsky, The Dillinger Escape Plan, entre otros, han sido influencia para la banda.

## Ambush Reality
Ambush Reality es una casa discográfica independiente comenzada en julio de 2006 para lanzamientos musicales de la banda. La llevan tanto miembros de la banda como amigos y familiares. La banda ha decidido que, con el fin de gira en los Estados Unidos, tendrá que firmar con un sello discográfico en el país. El 28 de agosto de 2007, Ambush Reality, dijo que Take to the Skies sería lanzado por una pequeña casa perteneciente a Interscope Records, Tiny Evil Records. Ambush Reality han firmado recientemente un acuerdo de distribución con Warner Music, con el fin de que álbumes desde Common Dreads en adelante estuviesen accesibles fuera de Europa, siendo también más amplio y promovido. A partir del 8 de diciembre de 2010, Ambush Reality dejó la distribución a través de Warner y se distribuyen a lo largo del Reino Unido, Europa, Japón y Australia a través de PIAS. Hopeless Records distribuye actualmente los álbumes de la banda en América, desde el 21 de junio de 2011.

## Miembros
- Roughton «Rou» Reynolds: voz gutural, programación, teclado, sintetizador y guitarra acústica (1999-presente)
- Liam «Rory» Clewlow: guitarra y coros (2003-presente)
- Chris Batten: bajo y coros (1999-presente)
- Rob Rolfe: batería, percusión y coros (1999-presente)

## Discografía
Álbumes de estudio
- 2007: Take to the Skies
- 2009: Common Dreads
- 2012: A Flash Flood of Colour
- 2015: The Mindsweep
- 2017: The Spark
- 2020: Nothing Is True & Everything Is Possible
- 2023: A Kiss for the Whole World